# 第百九十一号哨戒特務艇
第百九十一号哨戒特務艇（だいひゃくきゅうじゅういちごうしょうかいとくむてい）は、日本海軍の特務艇（哨戒特務艇）。第一号型哨戒特務艇の75番艇。太平洋戦争の終戦時に残存したが、朝鮮戦争で遭難し沈没した。

## 艇歴
マル戦計画の特務艇、第2121号艦型の191番艇、仮称艦名第2311号艦として計画。1944年11月5日、第百九十一号哨戒特務艇と命名されて第一号型哨戒特務艇の69番艇に定められ、本籍を佐世保鎮守府と仮定。1945年3月8日、船体概成により福岡造船鉄工株式会社から佐世保海軍工廠へ引き渡し。3月27日竣工し、本籍を佐世保鎮守府に定められ、連合艦隊第二十二戦隊第二監視艇隊に編入。哨戒線へ出撃した記録は残されていない。
7月1日、第二監視艇隊から削除され徳山防備隊に編入。終戦時は航行不能状態で呉に所在。
1946年8月15日、復員庁第二復員局呉地方復員局所管の掃海艦に定められ、帝国特務艇籍から除籍。同日艦名を哨特第百九十一号と改称し、大竹掃海部所属と定められる。1947年8月1日、大竹掃海部が廃止され、所属を下関掃海部に改められる。
1948年1月1日、復員庁が廃止され、運輸省に移管。5月1日、海上保安庁に編入され掃海船MS-30となる。8月20日、船名を哨特第一九一号 MS-30に定められる。
1950年の朝鮮戦争の際、本船は日本特別掃海隊第4掃海隊に配され、10月17日に下関を出港。20日に群山に到着し掃海を実施。27日、本船は群山沖で座礁し沈没した。朝鮮戦争の掃海では、本船のほかに駆潜特第二〇二号 MS-14が元山沖で触雷し沈没している。
1950年12月21日、哨特第一九一号は駆潜特第二〇二号とともに海上保安庁を解役された。